# Аґудат Ісраель (організація)
Аґудат Ісраель — міжнародна ультраортодоксальна єврейська організація. Організація має членів у 17 країнах і на 4 континентах. Має власне видавництво в Єрусалимі. Всесвітня організація «Аґудат Ісраель» базується на Бродвеї, у Нью-Йорку.
Метою організації є прагнення зберегти підвалини єврейської релігії та традиції єврейського суспільства на основі Галахи. Аґудат Ісраель придбала собі прихильників головним чином у центрах ашкеназької діаспори у Східній та Західній Європі на початку XX ст.